# États de Bourgogne
Ne doit pas être confondu avec État bourguignon.

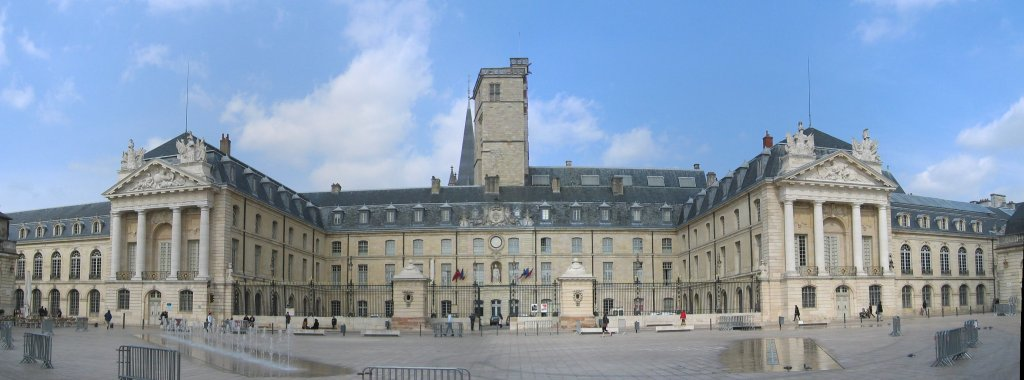
Dijon
Palais des Ducs et des états de Bourgogne

Les états de Bourgogne étaient une institution composée de représentants des trois « estas » du duché. Elle apparaît dans l’histoire au moment où le roi Jean II le Bon exerçait de 1350 à 1356 le bail du duché pour le compte du duc Philippe de Rouvres. Cette institution était chargée d’examiner, afin d’accorder ou de refuser ou d'amender, les demandes d'impositions extraordinaires émises par le duc de Bourgogne. Ils participent à l'administration fiscale et territoriale du duché sous le règne des ducs de Bourgogne puis, à partir de 1477, des rois de France. Les décisions des états de Bourgogne étaient exécutées par les élus (dits élus généraux, par opposition aux élus des états particuliers) réunis au sein de la Chambre des élus. 
Les états de Bourgogne sont souvent qualifiés aujourd'hui par les historiens d'états provinciaux. Ils disparaissent pendant la Révolution française, avec l'ensemble des anciennes institutions provinciales, par la loi votée par l'Assemblée nationale constituante le 22 décembre 1789.

## Entre pouvoir ducal et royal
C'est avec Jean le Bon, lorsqu'il exerça de 1350 à 1356 le bail du duché de Bourgogne pour le compte du duc Philippe de Rouvre que l'on rencontre pour la première fois des réunions des « états ».
Toutefois, en 1282 il y eut une première réunion, (réunion des trois « états » ou réunions séparées de chaque « état » s'interroge l'historien Jean Richard),  mettant en présence du duc, des représentants des diverses catégories de contribuables à l'occasion du traité que le duc Robert II venait de conclure avec les religieux, les nobles et les taillables du duché lors de l'institution de l'imposition nouvelle de la dîme de la monnaie.
Les trois ordres se retrouvent en 1314 sur le devant de la scène lorsqu'ils s'associent au mouvement insurrectionnel général contre le roi de France et ses agents en ligues provinciales  pour faire résistance à l'absolutisme  et obtenir des chartes de garanties. Les Bourguignons arrachent au roi, à cette occasion, la Charte aux Bourguignons. Jean Richard indique « que rien ne permet d'établir un lien de filiation entre les réunions de 1314 et les futurs états de Bourgogne ».
La naissance des états est liée à certaines impositions extraordinaires que le duc pouvait demander à ses sujets. Encore que la coutume de Bourgogne donnait au duc la possibilité de lever certaines  impositions « extraordinaires », tels : départ en croisade, mariage d'une fille, achat de terre domaniale, etc, sans la réunion d'une assemblée des trois « états ». « En dehors de ces cas, le duc pouvait demander à ses sujets une subvention dont le taux était établi en accord avec eux » écrit Jean Richard qui précise : « il ne semble pas que le consentement des sujets soit acquis au sein de discussions générales ».
En mai 1352 le trésor royal était vide. La lutte avec l'Angleterre avait tari en France toutes les sources de revenu. Le roi Jean le Bon, espérant trouver des subsides dans la province de Bourgogne, résolut de réclamer une imposition de six deniers par livre aux habitants du duché. Il fit requérir par ses commissaires les représentants des nobles, des églises et des villes du duché, réunis à Dijon afin qu'ils consentissent à cette imposition. Cette demande  causa un vif mécontentement et ne fut pas votée par les trois états. Les mandataires choisis donnèrent au sujet de l'impôt projeté des réponses évasives qui équivalaient à une fin de non recevoir. En 1356 Jean le Bon ordonna une réunion des états de Bourgogne qui se tint le 13 janvier 1356 à Châtillon-sur-Seine en vue d'établir l'imposition de la gabelle. Les députés présents ajournèrent leur réponse. Ils furent alors convoqués à Dijon le 9 février 1356 où ils déclarèrent « qu'on ne pouvait rien innover dans le duché, ni introduire des droits onéreux jusqu'ici inconnus ». Les réunions des états de Bourgogne se feront alors très fréquentes. Ernest Petit a relevé qu'une suite de réunions des états de Bourgogne était prévue, sans doute afin de briser la résistance des députés, à Paris le 15 mars 1356, sans pouvoir préciser si elle a eu vraiment lieu ; une autre réunion dut avoir lieu à Sens le 21 avril, une autre fut annoncée à Beaune, puis une autre à Dijon le 24 juillet 1356. Les députés s'obstinèrent à repousser les innovations d'impôts que le roi réclamait.
L’année 1477, année de la soumission de la Bourgogne au roi de France,  a été décisive pour le destin des états de Bourgogne. Les états, réunis en assemblée à Dijon négocièrent la soumission de la Bourgogne avec le roi. Ils obtinrent le renouvellement et même l'extension des privilèges octroyés dans la charte de 1361. Ils arrachèrent à Louis XI le privilège qui subordonnait la levée des impôts à leur consentement. Ils devinrent les garants et les défenseurs de ces privilèges dont la charte de 1477 était le titre fondamental. Leur intervention dans la vie économique de la province avait néanmoins commencé à s'imposer avant cette date.
Après la guerre de Succession de Bourgogne (1477-1482) et le rattachement du duché de Bourgogne à la couronne de France, les états se montrèrent loyaux au pouvoir royal et s'opposèrent à l'application du traité de Madrid de 1526 par lequel François Ier, fait prisonnier à la bataille de Pavie, cédait la province à Charles Quint. 
À partir du XVIe siècle, les états disposèrent de certaines ressources financières et s’attribuèrent de leur propre initiative le rôle de pourvoir aux « affaires du pays ». Les élus des états  intervenaient alors dans de nombreux domaines. Au XVIIe siècle, le roi confia à la Province la charge des frais d’entretien des ponts et chaussées, et la fourniture des étapes des gens de guerre. Sans être un véritable organe de gouvernement, l’institution des états se transforma en une commission de gouvernement provincial disposant d'un véritable budget, capable de s'opposer pour le bien de la Province aux exigences gouvernementales émises par les ministres ou les intendants.
En 1628, il y eut une offensive délibérée du fisc royal contre les états provinciaux. Elle était l’œuvre du chancelier Michel de Marillac et du maréchal d’Effiat, surintendant des finances, qui entendaient mettre fin aux privilèges de plusieurs provinces. La mesure réussit au Dauphiné et en Provence où les assemblées cessèrent de se réunir en 1628 et 1634 respectivement. En revanche en Bourgogne et au Languedoc les protestations furent si vives que le pouvoir central recula. Les grands ministres Sully ou Richelieu bien que jugés centralisateurs, ne tentèrent pas de faire supprimer les états de Bourgogne.

## Au temps des Lumières

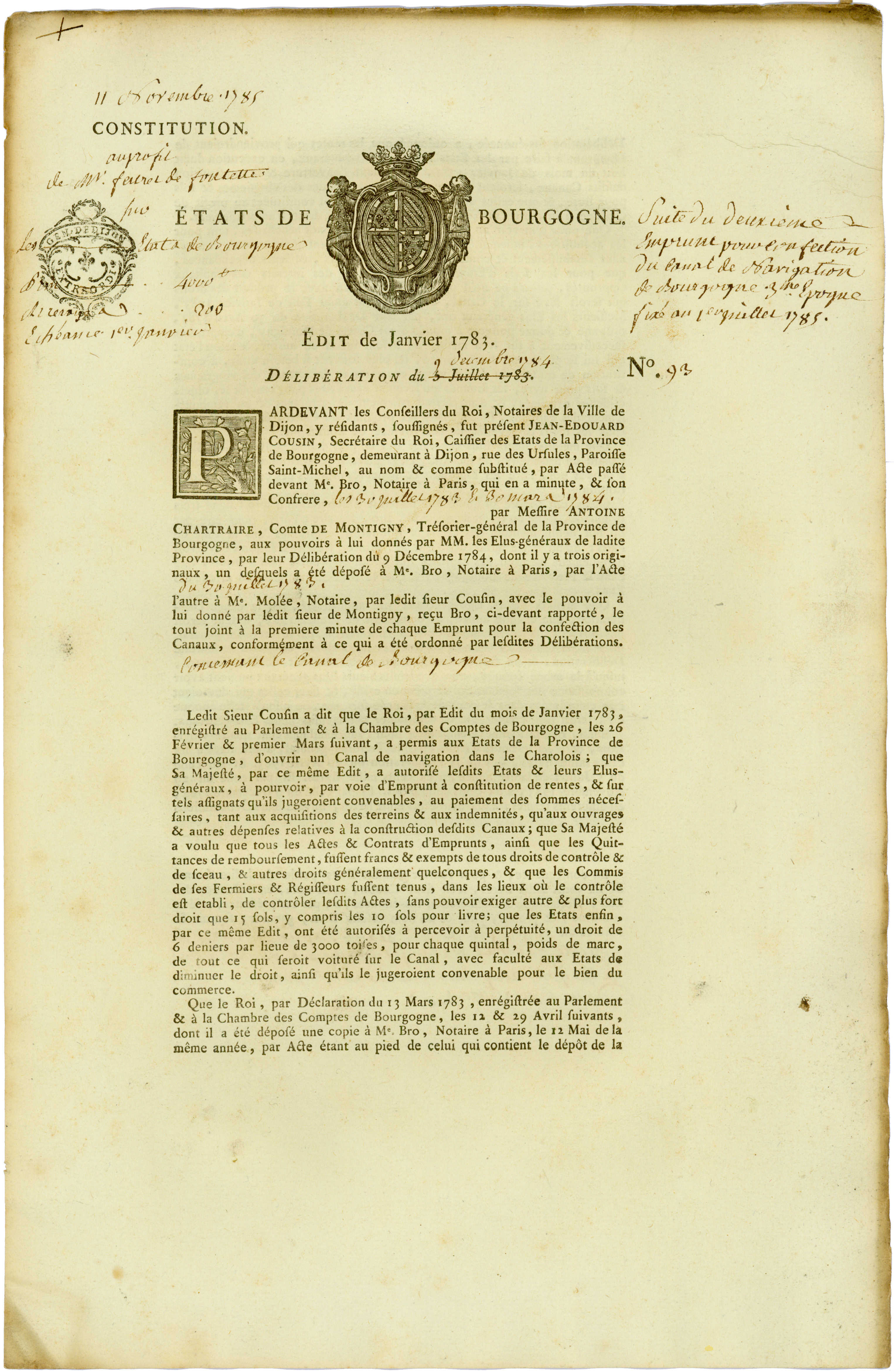
Bon d'emprunt à 5% émis par les états pour la construction du canal de Bourgogne, 1785

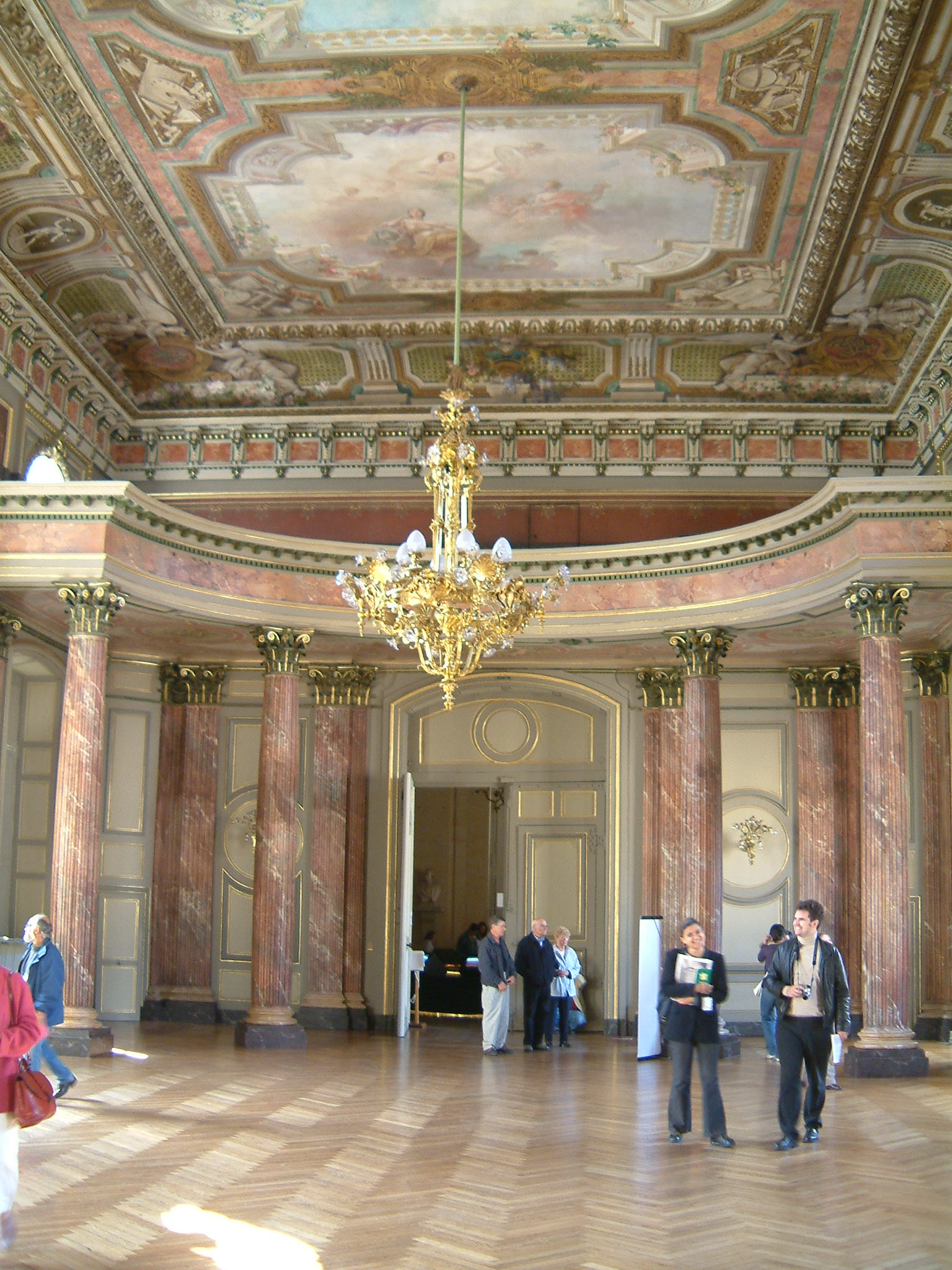
Palais des Ducs et des états de Bourgogne à Dijon : la salle des états de Bourgogne

Les états de Bourgogne furent d'abord annuels, puis ils ne furent plus convoqués que tous les trois ans. Ils se tenaient ordinairement à Dijon. Cependant ils furent quelquefois assemblés dans d'autres villes ; en 1576, à Beaune ; en 1593, à Semur-en-Auxois ; en 1596, dans la même ville et à Châtillon-sur-Seine ; en 1659, à Noyers-sur-Serein, en 1763 à Autun. Selon Jean Richard, l'absolutisme de Louis XIV, après quelques heurts, parvint à s'accommoder de l'existence des états provinciaux : « Le point culminant de la résistance des états aux exigences fiscales du roi se situe en 1689. Pour venir à bout de cette résistance, le roi mit fin à la tenue normale, qui se déroulait à Dijon, et convoqua les états à Noyers-sur-Serein, forme d'exil qui devait les rendre plus maniables…. » Quand ils se réunissaient à Dijon, c'était dans les abbayes de Saint-Bénigne ou de Saint-Étienne, et aux monastères des Jacobins ou des Cordeliers. Mais, en 1702, on leur fit bâtir un palais qu'ils occupèrent depuis lors jusqu'à leur suppression en 1789.
Par l'intermédiaire de leur trésorier général, comme Marc-Antoine Chartraire de Montigny, Les états de Bourgogne géraient une grande partie des finances de la province et émettaient des emprunts pour le compte du pouvoir royal : de 1740 à 1783, ils lancèrent 17 emprunts pour un montant total de 58 millions de livres ; l'intérêt était faible (4 à 5%) mais la garantie jugée solide par les souscripteurs. Cependant, à partir de 1783 et de la fin de la guerre d'Amérique, le parlement de Dijon s'opposa au lancement de nouveaux emprunts. Ces fonds permirent de financer des travaux routiers, des académies et enseignements, des haras, des pépinières, trois canaux dont le canal de Bourgogne, et la construction de deux vaisseaux de ligne : la Bourgogne, lancé en 1766, et les États de Bourgogne, voté en 1782 et lancé en 1790. 

Les états de Bourgogne se réunissaient sur convocation royale. Les trois ordres étaient représentés. La session s'ouvrait par une séance solennelle et durait environ vingt jours. Courtépée décrit la séance d'ouverture en ces termes 

« Le gouverneur est placé dans un fauteuil de velours bleu, semé de fleurs de lis d'or, sous un dais à la pente duquel est le portrait du roi. Le premier président et l'intendant sont à droite, et les officiers du bureau des finances à gauche ; plus bas sont les secrétaires en chef des états et le trésorier général. Le plus ancien du bureau des finances ouvre la séance par un discours qui a pour objet les lettres de convocation qu'il présente. Le gouverneur parle ensuite pour assurer, en peu de mots, les états, qu'il rendra compte au roi de leur fidélité et de leur zèle. La harangue du premier président regarde spécialement l'administration de la justice ; celle de l'intendant explique les intentions du roi et les secours qu'il attend de la Province. Enfin l'évêque d'Autun termine la séance par un discours en faveur des peuples dont il expose les besoins et les intérêts. »

 Le président des états était celui de la Chambre du Clergé : l'évêque d'Autun, président-né des états. 
À l'ouverture des états, au cours d'une séance solennelle, où l'intendant, le gouverneur de la province, et les députés de la chambre des comptes de Bourgogne étaient présents, le plus ancien trésorier de France présentait la commission donnée au gouverneur (ou à son substitut) ainsi que les demandes royales. Après les harangues du premier président, de l'intendant et de l'évêque d'Autun, les Ordres se réunissaient en chambres pour délibérer séparément sur l'objet de la convocation et sur les autres affaires qui les intéressaient. Ils commençaient par désigner les élus et les alcades. 
Les délibérations de chacune des chambres étaient fréquemment interrompues par les « députations » ou ambassades des autres ordres destinées à obtenir un accord avant la réunion plénière ou « conférence finale ». Après délibération séparée de chaque chambre sur les affaires qui leur étaient soumises, les trois chambres se rassemblaient dans la salle des états pour la « conférence finale ». Si l'avis des trois chambres était conforme, si tout le monde était d'accord, il y avait « décret ». Par contre, si l'accord ne concernait que le Clergé et la Noblesse, il y avait « décret au Clergé », et si l'accord était obtenu entre le Tiers et la Noblesse, il y avait « décret à la Noblesse ». L'unanimité était requise pour les questions les plus importantes. Les commissaires du roi n'assistaient point à la conférence. Le vote avait lieu par ordre et non par têtes.
- la Chambre du Clergé[13] : La Chambre du Clergé était composée de l'évêque d'Autun, président-né qui la présidait et des évêques de Chalon, d'Auxerre et en 1729 de Dijon, de dix-neuf abbés, soixante-douze prieurs commendataires ou réguliers, parmi lesquels l'abbé de Cîteaux tenait le premier rang, et celui de Saint-Bénigne le second ; des doyens des chapitres, au nombre de quatorze, précédés par le doyen de la Sainte-Chapelle de Dijon ; Le député du Clergé du Mâconnais, (mais jamais l’évêque de Mâcon) représentait le comté. La chambre du Clergé comprenait en tout cent-neuf dignitaires ; ils étaient soixante-neuf en 1700.
- la Chambre de la Noblesse[14] : Il fallait être noble de quatre générations au moins, posséder un fief dans la province et être seigneur justicier. À la veille de la Révolution, une quarantaine de nobles venaient plus ou moins régulièrement. Elle était présidée par l'élu.
- la Chambre du Tiers[15], La Chambre du Tiers était présidée par le maire de Dijon, président-né de sa chambre et élu perpétuel. Elle était composée de :
  - La ville de Dijon avait trois représentants :
- La ville de Dijon était représentée par son maire accompagné de deux échevins, 
  - Les villes de la « Grande Roue[16] » désignaient deux députés :
    - À la veille de la Révolution française, les quatorze villes (hormis Dijon), suivantes avaient leur nom inscrit dans une grande roue dessinée sur papier ; dessin qui a pris le nom de « Grande Roue[note 3] » : Autun, Beaune, Nuits-Saint-Georges, Saint-Jean-de-Losne, Chalon, Semur, Montbard, Avallon, Châtillon,  Auxonne, (depuis 1639),  Seurre, Auxerre, (depuis 1668), Bar-sur-Seine, (depuis 1711),  et (depuis la réunion en 1751 des états du Charolais aux états de Bourgogne), Charolles.

  - Les villes de la « Petite Roue »
    - Douze villes de second ordre : — Arnay-le-Duc, Noyers, Saulieu, Flavigny, Talant, Montréal, Mirebeau, Marcigny-sur-Loire, Bourbon-Lancy, Semur-en-Brionnais, Vitteaux et Montcenis — qui figuraient sur une « Petite Roue », désignaient également des députés. Huit d'entre elles en désignaient deux et les quatre autres n'en désignaient qu'un[17].

  - Cas particuliers
    - Les villes de : Cuiseaux, Verdun-sur-le-Doubs, Saint-Laurent[18], Louhans et Cuisery de l'ex-comté d'Auxonne ; Paray-le-Monial, Mont-Saint-Vincent et Perrecy, villes du Charolais « alternaient » pour la désignation des députés. Quatre villes de l'Auxerrois avaient une représentation directe et le Mâconnais était représenté par deux députés[17]. Les pays de l'Ain, la Bresse, le Bugey, le pays de Gex avaient aussi un mode de représentation particulier pour la distribution de l'impôt.

Après environ une vingtaine de jours de session, l'assemblée générale laissait pour administrer le pays, pendant trois années, la Chambre des élus, sous la surveillance de la Chambre des Alcades.

## Composition et rôle de la Chambre des élus
La chambre des élus comprenait sept élus. Le Clergé désignait un élu, choisi alternativement parmi les évêques, les abbés et les doyens de la Province, la Noblesse désignait un élu et le Tiers-état désignait deux élus : le maire de Dijon et un maire des villes de la Grande Roue. À ces notables s'ajoutaient l'élu du roi et deux membres de la Chambre des Comptes. Les voix des deux élus du Tiers ne comptait que pour une voix ; il en était de même pour les deux voix des membres de la Chambre des Comptes.  
Le rôle des élus, réunis au sein de la Chambre des élus était de répartir les impôts, de nommer les officiers des états de Bourgogne, d'ordonner les constructions publiques et les réparations des grandes routes, de régler la levée et la dépense des milices, d'opérer la liquidation des étapes, l'adjudication des octrois sur la Saône et de diriger la direction des crues sur le sel que l'on ne pouvait amener en Bourgogne sans leur approbation.

## La Chambre des Alcades
L'usage qui s'introduit vers le milieu du XVIe siècle de désigner des commissaires — des « alcades » —, chargés d'examiner la gestion des élus à la fin de chaque triennalité contraignit l'établissement d'une « Petite Roue » où figuraient les noms de villes de second ordre appelées à désigner les alcades du Tiers. Comme la Chambre des élus, le Chambre des alcades comprenait sept membres.
Le rôle de cette chambre des alcades était de censurer la Chambre des élus. Les alcades rédigeaient des remarques sur l'activité des élus, la direction qu'ils avaient imprimée aux affaires de la Province et les besoins généraux de la Province. La chambre des alcades était composée de sept membres issus de par leur recrutement du peuple des campagnes : ils étaient chanoines, petits gentilshommes et maires de bourgades. Sur les sept alcades,  il y  avait deux alcades de la Noblesse, deux alcades du Clergé, et  trois alcades du Tiers-état.

## Les services des états de Bourgogne
Les états de Bourgogne sont les seuls de France à disposer de leurs propres locaux. En 1786, un arrêté fixe officiellement l’organisation des services en quatre bureaux regroupant une quarantaine d’employés au total :
- le bureau des tailles ;
- le bureau des vingtièmes ;
- le bureau des Ponts et Chaussées ;
- le bureau des archives.

## Les états particuliers en Bourgogne
Il y avait en Bourgogne, des territoires qui n'étaient pas représentés aux états Généraux dans les mêmes conditions que le duché et avaient des états particuliers.

### Pendant la période ducale
Au XVe siècle l’organisation des états faisait une distinction entre  la partie principale du duché qui comprenait les cinq bailliages ducaux, — bailliage de la Montagne, bailliage de Dijon, bailliage de Chalon, bailliage d’Auxois, bailliage d’Autun et de Montcenis —  et les territoires cédés par le traité d'Arras en 1435 (territoires dénommés « terres royaux enclavées » comprenant la châtellenie de Bar-sur-Seine, ainsi que les comtés de d'Auxerre et de Mâcon) qui avaient un régime distinct de celui du duché. Ces territoires n'étaient pas les seuls à avoir un régime distinct, s'y ajoutaient non seulement le comté de Charolais qui avait ses états particuliers mais aussi les « terres d'Outre-Saône », situées en terre d'Empire, les faisant ainsi échapper à la souveraineté du roi. Ces « terres d'Outre-Saône » constituaient la « vicomté d'Auxonne ». Ces  « terres d'Outre-Saône » possédaient également depuis 1423 non seulement ses états particuliers mais aussi un parlement particulier qui se réunissait à Saint-Laurent-les-Chalon.
L'ensemble de ces pays formait les « pays et comtés adjacents ». 
À l'origine, ces pays paraissent avoir été  imposés par les agents ducaux sans avoir été représentés aux états du duché, écrit Jean Richard. Dès le milieu du XVe siècle, les états du Mâconnais, de Charolais, ceux de la vicomté d'Auxonne, de l'Auxerrois et de Bar-sur-Seine, obtenaient, après protestation, le droit se faire représenter par des députés des trois ordres aux états généraux mais sans obtenir le droit de désigner les élus, — ces membres de la commission permanente des états qui exécutaient les décisions prises en assemblée plénière —, et surtout, les pays adjacents étaient privés du droit de répartir à leur tour les impositions. Ils  devaient se contenter de se voir assigner leur quotité, c'est-à-dire la part d’impôts qu’ils devaient payer.

### DuXVIeauXVIIesiècle
Les pays adjacents ont peu à peu conquis leur place.

### AuXVIIIesiècle
Le comté de Bar fut incorporé à la Bourgogne des états en 1721. Le Charolais fut annexé en 1750-1751 et ses états particuliers furent supprimés. Seuls les états particuliers du Mâconnais, du Pays de Gex, du Bugey, et de la Bresse survivent à la veille de la révolution.
Ces états n'étaient pas des subdivisions des états de Bourgogne, ils lui étaient juste subordonné. Le rôle des états particuliers du Pays de Gex, du Bugey, et de la Bresse était presque nul car leur circonscription coïncidait avec une élection, qui fixait au sein de leur circonscription l'assiette et la répartition de la taille.